# Signal de Saint-André
Le signal de Saint-André est un sommet situé sur la commune de Saint-André-la-Côte dans le département français du Rhône, sur la ligne de crêtes principale des monts du Lyonnais. Avec 934 mètres d'altitude, il est seulement dépassé par le crêt Malherbe. Il est situé à 20 kilomètres à l'ouest de Lyon.
Le géographe César-François Cassini (1714-1784), qui réalise la carte du royaume de France en 1744, fait élever au sommet une borne pour l'exécution de ses travaux. Elle subsiste encore aujourd'hui et a donné à ce lieu le nom de « signal ».
Au signal de Saint-André se trouve l'une des 53 stations françaises de l'Agence nationale des fréquences (ANFR) qui sont utilisées pour le contrôle du spectre radioélectrique ainsi que pour la localisation par des moyens goniométriques.